# Palm House
La Palm House o Casa de la Palmera es un invernadero de estilo victoriano, ubicado en el Real Jardín Botánico de Kew (Londres). Construida entre 1841 y 1849 por el arquitecto Decimus Burton y el ingeniero Richard Turner, la Palm House fue la primera gran estructura de hierro fundido erigida en Inglaterra, y está considerada como el mejor ejemplo de la arquitectura de hierro y vidrio de la época. Desde 2003, el invernadero y el jardín botánico están incluidos en la lista de lugares Patrimonio de la Humanidad de la Unesco.
La estructura del edificio —de 100 metros de longitud y 19 de altura máxima— es de hierro colado, y está cerrada enteramente con vidrio. El invernadero debe su nombre a la gran variedad de palmeras y otras plantas tropicales cultivadas en su interior.

## Enlaces externos

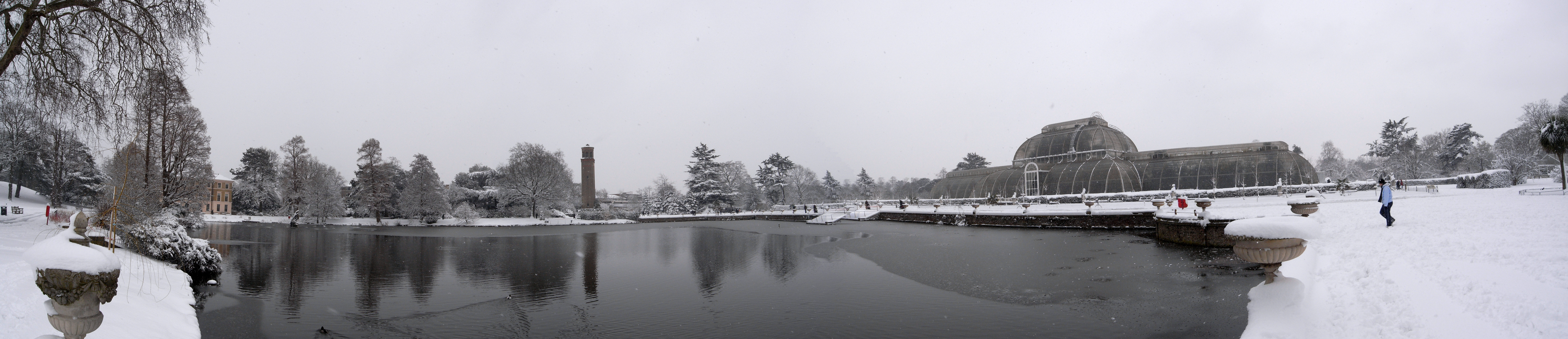
Panorámica en invierno.